# ブラック・キャット (プロレスラー)
ブラック・キャット（Black Cat）のリングネームでの活動で最も知られたマル・ビクトル・マヌエル（Mar Victor Manuel、1954年10月17日 - 2006年1月28日）は、メキシコのプロレスラー。メキシコシティ出身。プロレスラー、レフェリー、ブッカーとしての最終所属は新日本プロレス。愛称は「ネコちゃん」。
NWA世界ミドル級王者であった伯父のスギ・シト（フランシスコ・マヌエル・マル・エルナンデス）を筆頭とするスギ・シト一家はレスリングファミリーとして有名で、父のウロキ・シト（フアン・マヌエル・マル・エルナンデス）はもちろん、叔父のパンチート・ロブレス、マヌエル・ロブレスともにプロレスラー。マヌエルの息子ハバト、その息子であるスティグマもプロレスラー。

## 経歴
アレナ・メヒコのルチャリブレ学校を経て、UWA系列のハム・リーのジムで、ビジャノ1号らの指導を受けた後、1977年4月21日、メキシコにてプロレスデビュー。デビュー当時のリングネームはウロキ・シト・ジュニア、後にクロネコ (Kuroneko) と改名する。
UWA系列の首都圏ローカルのメキシコの団体を中心に活動していたが、1981年にプロレス留学目的で新日本プロレスに入団。日本でのデビュー戦は4月21日の小山ゆうえんちにて行われたタッグマッチであった（パートナー：星野勘太郎　対戦者：木戸修・永源遥組）。
以後、新日本のリングをレスラー活動の中心の場としていくことになる。晩年まで用いたリングネームのブラック・キャットは日本に来てから用い始めたもので、メキシコで名乗っていた日本語に由来するリングネームを英語読みにしたものである。リングネームはブラック・キャットだが、会場売りパンフレットの試合表には「クロネコ」と書かれていた。
新日本に所属している間も、提携団体を中心に海外マットへも参戦し、1994年2月から6月の間はAAAでルードとして活動し、1995年4月（1試合のみ）と1998年1月にはWCWへ参戦している。また、新日本の1992年8月の香港遠征の際には、「白虎（パイフー）」としてファイトしたこともある、その時はメインを務め、当時のトップ選手だったワイルド・ペガサスに勝利した。
一時期だけ猫をあしらった覆面を被って試合をしていたが、短期間で素顔に戻っている。
2000年頃から体の故障が多くなる。リハビリの間にアメリカにて栄養科学とボディビルの資格を取得している。以後、指導者にポジションを変えていくことになる。2003年1月からはレフェリーに転向、新日本のマットでレフェリングを行っていた。
2006年1月28日午前3時、急性心不全により死去した。レフェリーへの転向や部署の異動を命じられても、選手としての正式な引退はしないままだったが、その理由はレスリング一家に育った自身がそうであったように、息子と一緒のリングに上がりたかったためだったことがのちに明かされた。

## エピソード
- 1987年3月27日、大阪城ホールにて開催された「INOKI闘魂LIVE Part2」の「アントニオ猪木VSマサ斎藤」に乱入した海賊男の正体といわれる。当初の予定だと猪木に手錠をかけて控室に拉致するはずが、段取りを誤って味方のマサに手錠かけて自分の手にも手錠をかけて繋いでしまい控室に拉致してしまった。不透明な結末に暴動が起こり、怒ったファンが火を付けた。自分の乱入のために暴動を起こしてしまった事を最後まで気にしていたという。
- 1991年3月21日、「'91 スターケード in 闘強導夢」で当時参議院だった為、挨拶だけをしにリングに上がった猪木が「今日は試合が組まれてないが、（俺と）やりたい奴は出て来い!!」と言った際にキャットが一番乗りで挑戦していき、数分間のエキシビジョンのスパーリングを行った。
- 深すぎない程度に選手の流血を促す、いわゆる「カットマン」としての手腕は高く評価されており、過去の新日本プロレスの試合映像で確認でき、流血する選手の傍には常に彼が存在していた。
- 息子のマル亨（あきら）はジャニーズ事務所に所属していたことがあり、ジャニーズJr.としてテレビ出演経験がある[4]。
- 追悼イベントは最終所属となった新日本プロレス（2007年1月27日）と無我ワールド（2006年8月2日）で行われ、無我ワールドで行われた藤波辰爾対マーク・マッカイ戦がブラック・キャット引退試合として行われた。上記マル亨がサブレフェリーを担当。蝶野正洋、獣神サンダー・ライガーら多くの新日勢も多数駆けつけリング上で黙祷を行なった。また新日本プロレスは追悼興行以降、毎年1月中旬の興行でセレモニーを行ない、2011年からはFANTASTICA MANIA（英語版）としてブラック・キャットがつないだ日墨友好大会を開催している[5]。2015年には同イベントに甥のスティグマが初来日した。
- 生前の功績をたたえ2009年には、新日本プロレス版プロレス殿堂である「グレーテストレスラーズ」に選出された[6]。

## 得意技
DDT
セントーン

## タイトル歴
- ナウカルパンタッグ王座（パートナーはビジャノ5号）